# Barend Hermanus Groenewald
Barend Hermanus Groenewald ( 1905 - 1976) fue un botánico sudafricano quien recolectó en Sudáfrica, Kenia, y Uganda. Especialista en la taxonomía de la familia Aloaceae, con énfasis en el género Aloe, y publicando habitualmente en Flowering Plants of South Africa.

## Algunas publicaciones

### Libros
- b.h. Groenewald. 1941. N Oorsig van die aloes van Suid-Afrika, Suidwes-Afrika, Portugees Oos-Afrika, Swaziland, Basoetoeland en 'n spesiale ondersoek van die klassifikasie kromosone en areale van die Aloe Maculatae. Ed. Universiteit, 181 p.

- ----------------------. 1941. Die aalwyne van Suid-Afrika, Suiwes-Afrika, Portugees Oos-Afrika, Swaziland, Basoetoland en 'n spesiale onderzoek van die klassifikasie, chromosome en areale van die Aloe maculata. Ed. Die Nasionale Pers Beperk, 172 p.

## Honores

### Eponimia
- (Aloaceae) Haworthia groenewaldii Breuer[3]

- (Euphorbiaceae) Euphorbia groenewaldii R.A.Dyer[4]
- La abreviatura «Groenew.» se emplea para indicar a Barend Hermanus Groenewald como autoridad en la descripción y clasificación científica de los vegetales.[5]